# Cratere Surt
Surt  è un cratere sulla superficie di Marte.